# 戴維斯維爾 (密蘇里州)
戴維斯維爾（英語：Davisville）是位於美國密蘇里州克勞福德縣的非建制地區。

## 歷史
戴維斯維爾的郵局自1880年營運至今。

## 地理
戴維斯維爾所處的海拔為高於海平面256米（即840英呎），而該地所採用的時區為UTC-6，即北美中部時區（CST）。同時該地設有夏令時間，為UTC-6調快一小時，即UTC-5（CDT）。